# Kleptopia
Kleptopia: Hoe dirty money de wereld verovert (oorspronkelijk: Kleptopia: How Dirty Money Is Conquering the World) is het non-fictieboek van Tom Burgis over de gecombineerde effecten van globalisering en wereldwijde corruptiekrachten, gepubliceerd in 2020. Het boek maakt gebruik van verhalende non-fictie en echte misdaadthema's om de wereldwijde kleptocratische effecten en gevolgen te detailleren en te onderzoeken – met in het bijzonder Kazachstan, een belangrijk deel van het onderzoek van Burgis – evenals hoe praktijken van corruptie (zoals het witwassen van geld) zich verankeren via lege vennootschappen, het zwart-geldbanksysteem en politieke lobby . Burgis baseert het boek op de verhalen van vier personen, die de Financial Times beschreef als "elegant met elkaar verweven en geleverd in een vorm die de technische details van financiën toegankelijk maakt voor de niet-expert." Op 9 september 2021 werd gemeld dat mijnbouwbedrijf Eurasian Natural Resources Corporation (ENRC), moedermaatschappij Euraziatische Resources Group, een juridische zaak had aangespannen tegen de uitgevers met betrekking tot claims in het boek, die later werd afgewezen.

## Ontvangst
Een recensent van The Times of London beschreef het boek als "nauwgezet gerapporteerd stukje onderzoeksjournalistiek, het is geschreven in de stijl van een thriller met een hoog tempo." In een artikel in de Washington Post staat: "Burgis is een sterke verhalenverteller. We kunnen diamanten visualiseren die in een tube tandpasta zijn gesmokkeld voor Zwitserse bankklanten. We zien hoe een advocaat simkaarten met belangrijke contacten van haar oligarch-cliënt aanneemt en ze verbergt in een snoeppapiertje toen hij op een besneeuwde nacht met een privévliegtuig uit zijn thuisland vluchtte voor asiel in Londen." Het boek werd ook vermeld als een van de vijftig opmerkenswaardige werken van non-fictie voor 2020.
In de recensie van The Guardian werd enige kritiek geuit over de verschillende plots en verhaallijnen die in het boek werden gevolgd: "Dit is een afschuwelijk en zeer belangrijk verhaal. Maar het geheim van geweldige verhalen vertellen is weten wat je moet weglaten. Als Burgis een meer gerichte manier had gevonden om dit te vertellen, zou hij een veel krachtiger boek hebben geschreven."

### Juridische stappen tegen uitgevers
Op 9 september 2021 werd gemeld dat ENRC juridische stappen had ondernomen tegen Harper Collins en The Financial Times, met betrekking tot claims in het boek en de daaropvolgende reportage. De claim werd in maart 2022 afgewezen.